# Il veleno del peccato
Il veleno del peccato (Night Editor) è un film del 1946 diretto dal regista Henry Levin.

## Trama
Il film prende lo spunto da una vecchia trasmissione radiofonica in cui un giornalista raccontava le storie che stanno "dietro" un articolo. Nella pellicola il conduttore parla di un agente di polizia sposato con un figlio, una notte, mentre è appartato con una ragazza sposata a sua volta, assiste ad un omicidio. Per non compromettere la propria vita privata sceglie di tacere anche quando gli viene affidato il caso. Quando dall'indagine emerge un colpevole capisce che è quello sbagliato e sceglie quindi di parlare.